# Озерец (Тверская область)
Озе́рец — деревня на западе Торопецкого района Тверской области. Административный центр Кудрявцевского сельского поселения.

## География
Деревня расположена в 40 км (по автодороге) к западу от районного центра Торопец. Находится на правом берегу реки Добша.

## История
На карте Федора Шуберта — погост Озерец.
В 1762 году в селе была построена трехпрестольная Троицкая церковь Строил её помещик Петр Кармолин на свои собственные средства. Разрушена в 1937 году. Реставрационные работы начались в 2007 году. Храм восстанавливается.
На топографической карте Фёдора Шуберта 1867—1906 годов обозначен погост Озерец. 
В списке населённых мест Псковской губернии за 1885 год значится погост Озерец (Озерицы). Располагался на реке Добше в 30 верстах от уездного города. Имел 7 дворов и 30 жителей. 

## Этимология
Название «Озерец» происходит от озеро, озерцо — «естественный водоем», «пруд», «болото», «плёс, озеровидное расширение русла реки». Деревня расположена на провобережье Добши, в пойме которой имеются небольшие озёра.

## Достопримечательности
- В деревне расположен действующий Троицкий храм. Построен в 1762 году[8].

## Население
| 1997 | 2010 |
| ---- | ---- |
| 217  | ↘142 |